# Find a Grave
Find A Grave (Troba Una Tomba), és un lloc web, amb ànim de lucre, que proporciona accés i aportació a una base de dades en línia de dades de cementiris. Segons el fundador, el resident de Salt Lake City Jim Tipton, el lloc web era desenvolupat el 1995 per tal d'omplir la manca de webs que atenia al seu hobby de visitar les tombes de celebritats. En poc temps, un fòrum en línia es creava al lloc web. El de març de 2010, el lloc web indica que ofereix més de 43 milions de registres.
El lloc web conté llistes de cementiris i tombes des de tot el món. Els cementiris americans són organitzats per estat i comtat, i molts registres de cementiris contenen Google Maps (amb coordenades de GPS donades per contribuents i l'U.S. Geological Survey) i fotografies dels cementiris. Els registres individuals de cada tomba contenen alguns o tots els camps de dades següents: epitafi, llocs de naixement i mort, la informació biogràfica, informació de cementiri, fotografia (Làpida, l'individu, etc.), i informació dels contribuents.
Als membres se'ls permet posar memorials per a parents i amics sense cost i poden connectar un registre amb els registres de cònjuges i pares per a propòsits genealògics. Els usuaris reben privilegis d'edició sobre els memorials. Els membres també poden demanar fotos de tombes que els voluntaris de Find A Grave poden aportar.